# 五一百货大楼
37°51′45″N 112°34′01″E / 37.86258°N 112.56692°E
五一百货大楼，是位于中华人民共和国山西省太原市迎泽区柳巷街道海子边东街五一路南口西侧的一栋商场，现为太原市文物保护单位。

## 沿革
五一百货大楼由山西省建筑设计院设计，是太原市一五时期代表建筑。1954年1月1日，百货大楼正式开业，当时名为太原市百货公司二商场。1956年，更名为太原市百货公司第一商店。1989年1月，正式更名为太原市五一百货大楼。1994年3月，公司进行股份制改革，成立太原五一百货大楼股份有限公司。
2008年，大楼重新装修，并改名为汇都五一购物中心。整体建筑格局呈L形走向，临街呈弧形，大楼为四层混凝土结构，占地面积7413平方米。2011年12月，太原市人民政府将其公布为第三批市级文物保护单位。

## 周围建筑
- 五一广场 (太原市)
- 纯阳宫 (太原)
- 山西省艺术博物馆
- 并州饭店
- 山西饭店